# 성 아랫마을의 단델리온
《성 아랫마을의 단델리온》(일본어: 城下町のダンデライオン 조카마치노 단데라이온[*])은 카스가 아유무가 지은 일본의 네 컷 만화다. 호분샤 발행의 《망가 타임 키라라 미라클》에 2012년 4월호, 6월호에 게스트 게재된 후, 같은 해 8월호부터 연재를 개시했다. 이 잡지의 휴간에 의해 《망가 타임 키라라》에 이적해 2018년 1월호부터 2019년 9월호까지 게재되었다. 그 후 장기 휴재를 거쳐 2020년 8월 7일부터 COMIC FUZ로 이적하여 신장의 연재가 개시되었다.

## 줄거리
사쿠라다 가족은 전형적인 일본 교외 가정에서 평범한 삶을 살고 있다. 왕족의 일원으로서, 각 형제는 고유한 특수능력을 가지고 있으며, 마을 곳곳에 2,000개가 넘는 감시 카메라가 설치되어 TV 방송된다. 게다가, 사쿠라다 형제 9명은 모두 국왕될 잠재적 후계자로 지정되었으며, 선거를 통해 국왕이 될 수 있다.

## 등장인물

### 사쿠라다 왕가
사쿠라다 아카네(櫻田 茜)
성우 - 하나자와 카나
본작의 주인공.
제3왕녀·제4자 / 연령: 15세→17세 / 탄생월: 3월 / 신장: 153센티미터 / 특수능력: 중력 제어(그라비티 코어)
사쿠라다 아오이(櫻田 葵)
성우 - 카야노 아이
제1왕녀·제1자 / 연령: 17세→19세 / 생일: 12월 24일 / 신장: 165센티미터 / 특수능력: 절대 준수(앱솔루트 오더)
사쿠라다 슈(櫻田 修)
성우 - 키무라 료헤이
왕태자 / 제1왕자·제2자 / 연령: 16세→18세 / 탄생월: 2월 / 신장: 182센티미터 / 특수능력: 순간이동(트랜스포터)
사쿠라다 카나데(櫻田 奏)
성우 - 이시하라 카오리
제2왕녀·제3자 / 연령: 16세→18세 / 탄생월: 2월 / 신장: 160센티미터 / 특수능력: 물질 생성(헤븐스 게이트)
사쿠라다 미사키(櫻田 岬)
성우 - 마츠이 에리코
제4왕녀·제5자 / 연령: 13세→15세 / 탄생월: 5월 / 신장: 153센티미터 / 특수능력: 감정분열(올 포 원)
사쿠라다 하루카(櫻田 遥)
성우 - 무라세 아유무
제2왕자·제6자 / 연령: 13세→15세 / 탄생월: 5월 / 신장: 160센티미터 / 특수능력: 확립 예지(랏츠 오브 넥스트)
사쿠라다 히카리(櫻田 光)
성우 - 오구라 유이
제5녀·제7자 / 연령: 10세→12세 / 탄생월: 10월 / 신장: 135센티미터 / 특수능력: 생명 조작(갓 핸드)
사쿠라다 테루(櫻田 輝)
성우 - 카츠타 시오리
제3왕자·제8자 / 연령：6세→8세 / 탄생월：1월 / 신장：109센티미터 / 특수능력：괴력 초인(리미트 오버)
사쿠라다 시오리(櫻田 栞)
성우 - 스즈키 아이나
제6왕녀·제9자 / 연령: 5세→7세 / 탄생월: 4월 / 신장: 99센티미터 / 특수능력: 물체회화(소울메이트)
사쿠라다 소이치로(櫻田 総一郎)
성우 - 마츠모토 다이/키무라 료헤이(어린 시절)
아버지·국왕 / 나이: 38세 → 40세 / 신장: 200 센티미터 / 특수능력: 타인의 감정의 기운을 읽는다
사쿠라다 사츠키(櫻田 五月)
성우 - 유키노 사츠키
어머니·왕비 / 연령: 38세→40세 / 신장: 155센티미터 / 취미: 드라마 감상
보르시치(ボルシチ)
성우 - 하야미 쇼
사쿠라다 가에서 키우는 애완고양이

### 학교
사토 하나(佐藤 花)
성우 - 아이사카 유카
아유가세 카렌(鮎ケ瀬 花蓮)
성우 - 하야미 사오리
시로가네 안즈(白銀 杏)
성우 - M·A·O

### 연예 관련
요네자와 사치코(米澤 紗千子)
성우 - 미사와 사치카

## 서지 정보
- 카스가 아유무 《성 아랫마을의 단델리온》 호분샤 〈망가 타임 KR 코믹스 〉 기간 7권[2]
  1. 2013년 4월 11일 초판 발행(3월 27일 발매), ISBN 978-4-8322-4282-1
  2. 2014년 7월 12일 초판 발행(6월 27일 발매), ISBN 978-4-8322-4455-9
  3. 2015년 9월 11일 초판 발행(8월 27일 발매), ISBN 978-4-8322-4606-5
  4. 2017년 6월 11일 초판 발행(5월 27일 발매[a]), ISBN 978-4-8322-4817-5
  5. 2019년 11월 9일 초판 발행(10월 25일 발매), ISBN 978-4-8322-7129-6
  6. 2021년 12월 11일 초판 발행(11월 26일 발매), ISBN 978-4-8322-7322-1
  7. 2023년 5월 12일 초판 발행(4월 27일 발매), ISBN 978-4-8322-7457-0

## TV 애니메이션
2014년 11월 16일 발매의 《망가 타임 키라라 미라클》 1월호에서 애니메이션화가 발표되어 2015년 7월부터 9월까지 TBS 텔레비전, CBC 텔레비전, 선 TV, BS-TBS에서 방송되었다. 《망가 타임 키라라 미라클》 연재 작품의 애니메이션화는 《행복 그래피티》 이후 반 4개월만에 통산 3번째 작품이다. 캐치프레이즈는 '대가족×특수능력×선거!?'.

### 스태프
- 원작 - 카스가 아유무
- 감독 - 아키타야 노리아키
- 부감독 - 후쿠시마 토시노리
- 시리즈 구성 - 요시다 레이코
- 캐릭터 디자인·총작화 감독 - 코바야시 신페이
- 서브 캐릭터 디자인 - 미야이 카나
- 프롭 디자인 - 오다시마 히토미, 오키타 미야나
- 미술 감독 - 코노 지로
- 색채 설계 - 츠모리 유코
- 촬영 감독 - 이와모토 코지로
- CG 감독 - 우에키 마오
- 편집 - 카미노 마나부
- 음향 감독 - 카메야마 토시키
- 음향 제작 - 닥스 프로덕션
- 음악 - 오오마마 타카시, 카네마츠 슈, 타부치 나츠미
- 음악 제작 - 니치온, 킹레코드
- 프로듀서 - 타나카 고, 소가 히데타다, 코바야시 히로유키, 야마구치 켄지, 아오키 레이이치, 후나다 준, 야마다 준지
- 애니메이션 프로듀서 - 우카이 코지
- 애니메이션 제작 - 프로덕션 아임즈
- 제작 - 성 아랫마을의 단델리온 제작위원회, TBS

### 주제가
오프닝 테마 〈Ring Ring Rainbow!!〉
작사: 이소가이 요시에, 모토키 자쿠로 / 작곡: 오노 타카미츠 / 편곡: 야마구치 아키히코 / 스트링스 어레인지: 키쿠야 토모키 / 노래: 유이카오리
엔딩 테마 〈Honey♥Come!!〉
작사: 오오모리 쇼코 / 작곡: 슌류 / 편곡: 오오쿠보 카오루 / 노래: 오구라 유이
삽입곡 〈Search Light〉(제7화)
작사: 오오모리 쇼코 / 작곡: 405+D / 편곡: 타마키 치히로 / 노래: 사쿠라바 라이토(오구라 유이)

### 에피소드 목록
| 화수   | 제목                                                                                    | 각본              | 그림 콘티                         | 연출                          | 작화 감독                                                   | 방송일         |
| ------ | --------------------------------------------------------------------------------------- | ----------------- | --------------------------------- | ----------------------------- | ----------------------------------------------------------- | -------------- |
| 제1화  | 櫻田さんちの9人きょうだい 사쿠라다 가의 9남매                                           | 요시다 레이코     | 아키타야 노리아키 미야케 카즈오   | 이베 유시                     | 오다시마 히토미 카토 소우 카와시마 나오                     | 2015년 7월 3일 |
| 제2화  | 外面のいい姉 남에게 상냥한 언니佐藤さんの片想い 사토의 짝사랑                           | 요시다 레이코     | 키무라 야스히로                   | 키무라 야스히로               | 코이즈미 하츠에                                             | 7월 10일       |
| 제3화  | 人気者になりたいの 인기인이 되고 싶어初めてのおつかい 첫 심부름アイドル活動 아이돌 활동 | 요시다 레이코     | 후쿠시마 토시노리                 | 후쿠시마 토시노리             | 타카하시 하츠미                                             | 7월 17일       |
| 제4화  | 王女のスカート 왕녀의 스커트謎の生徒会長 수수께끼의 학생회장                            | 타카야마 카츠히코 | 本南宗吾郎                        | 本南宗吾郎                    | 카토 소우                                                   | 7월 24일       |
| 제5화  | 夏のバカンス 여름 휴가隠し事オンライン 비밀 온라인八人岬 8명의 미사키                   | 히로타 미츠타카   | 니고리카와 아츠시                 | 니고리카와 아츠시             | 스즈키 히카루                                               | 7월 31일       |
| 제6화  | 選挙とわたし 선거와 나お姉ちゃんはセンチメンタル 언니는 센티멘털                        | 요시다 레이코     | 사사하라 요시후미                 | 사사하라 요시후미             | 타나카 아야 이카이 카즈유키                                 | 8월 7일        |
| 제7화  | 王様は心配性 왕은 걱정이 많아シークレットアイドル 비밀 아이돌                           | 타카야마 카츠히코 | 모리타 게이세이 나카무라 노리유키 | 혼마 오사무 아키타야 노리아키 | 오다시마 히토미 미야카와 토모코 코미토 유키요 카와시마 나오 | 8월 14일       |
| 제8화  | 佐藤さんが悩んでいる 사토가 고민하고 있어王様の寄り道 왕의 방황                         | 요시다 레이코     | 후쿠시마 토시노리                 | 이베 유시                     | 코이즈미 하츠에                                             | 8월 21일       |
| 제9화  | スカーレットブルーム 스칼릿 블룸お姉ちゃんの誕生日 언니의 생일                          | 히로타 미츠타카   | 오오이시 야스유키                 | 오오이시 야스유키             | 타카하시 하츠미 카타야마 케이스케 와타나베 코지             | 8월 28일       |
| 제10화 | さーち☆らいとの行方 서치 ☆ 라이트의 행방兄貴面するお兄ちゃん 오빠 행세하려는 오빠       | 타카야마 카츠히코 | 本南宗吾郎                        | 本南宗吾郎                    | 카토 소우                                                   | 9월 4일        |
| 제11화 | さようならスカーレットブルーム 안녕, 스칼릿 블룸                                        | 히로타 미츠타카   | 니고리카와 아츠시                 | 니고리카와 아츠시             | 스즈키 히카루 시시도 쿠미코 코미토 유키요                   | 9월 11일       |
| 제12화 | 王冠は誰に輝く 왕관은 누구를 향해 빛날까                                                | 요시다 레이코     | 아키타야 노리아키                 | 아키타야 노리아키             | 코이즈미 하츠에 오다시마 히토미 카와시마 나오               | 9월 18일       |

### 내용주
1. ↑  당초에 3월 27일 발매 예정이였다.[3]

### 참조주
1. 1 2 3 4 5 6 7 8 9 10 11 12  “登場人物”. TBSテレビ. 2016년 12월 11일에 확인함.
2. ↑  “城下町のダンデライオン”. 芳文社. 2023년 4월 29일에 확인함.
3. ↑  “『城下町のダンデライオン』第4巻発売延期のお知らせ”. 《まんがタイムきららWeb》. 芳文社. 2017년 3월 4일. 2024년 7월 30일에 확인함.